# Albiburlian
Albiburlian és el nom d'una família de nakharark d'Armènia de la qual es coneix un Aravan Albiburlian que era cap de la família cap a l'any 483. Els seus territoris no se sap on eren situats.